# New Mon State Party

Flagge der New Mon State Party

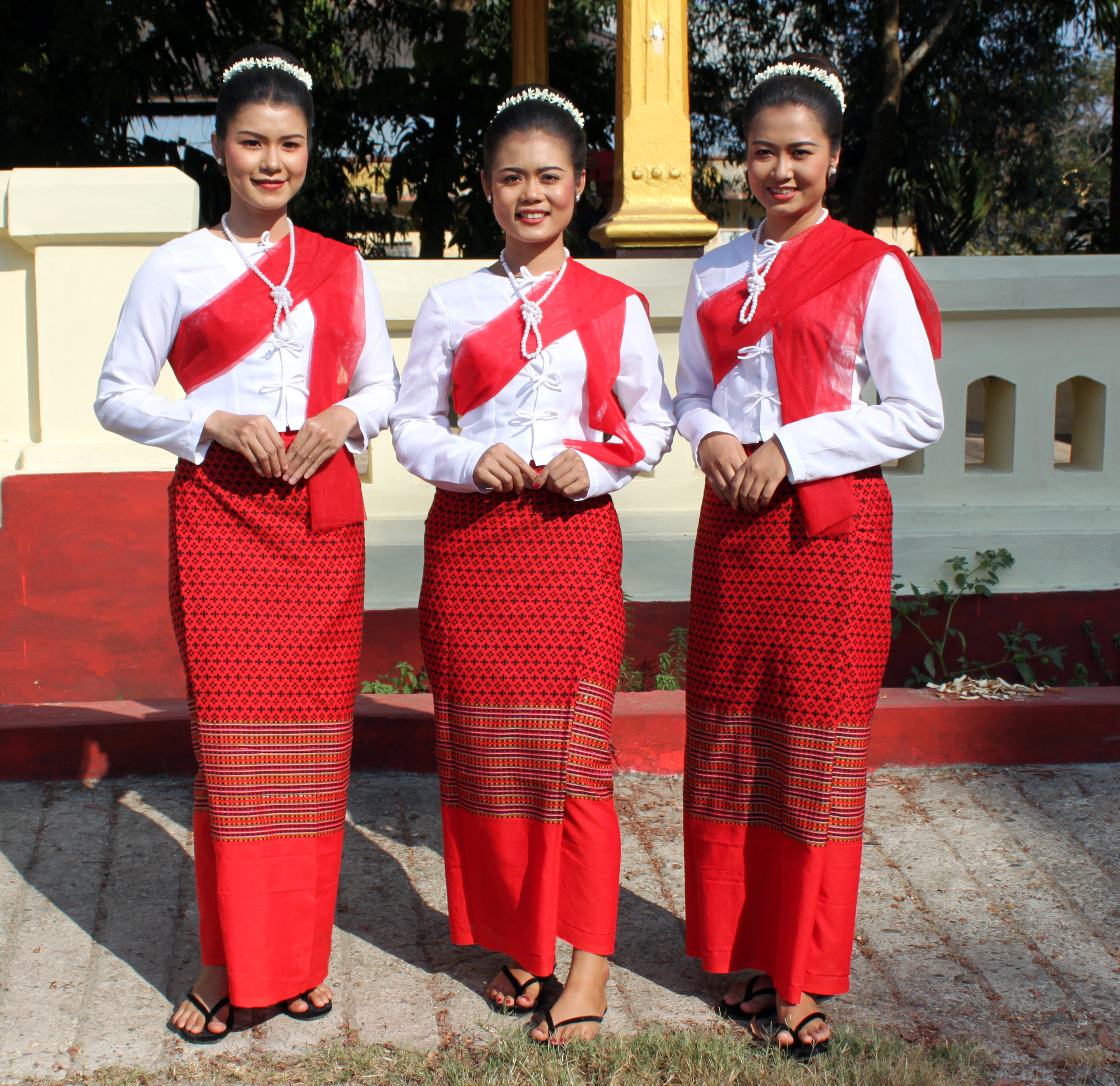
Frauen in Mon-Tracht in Mawlamyaing

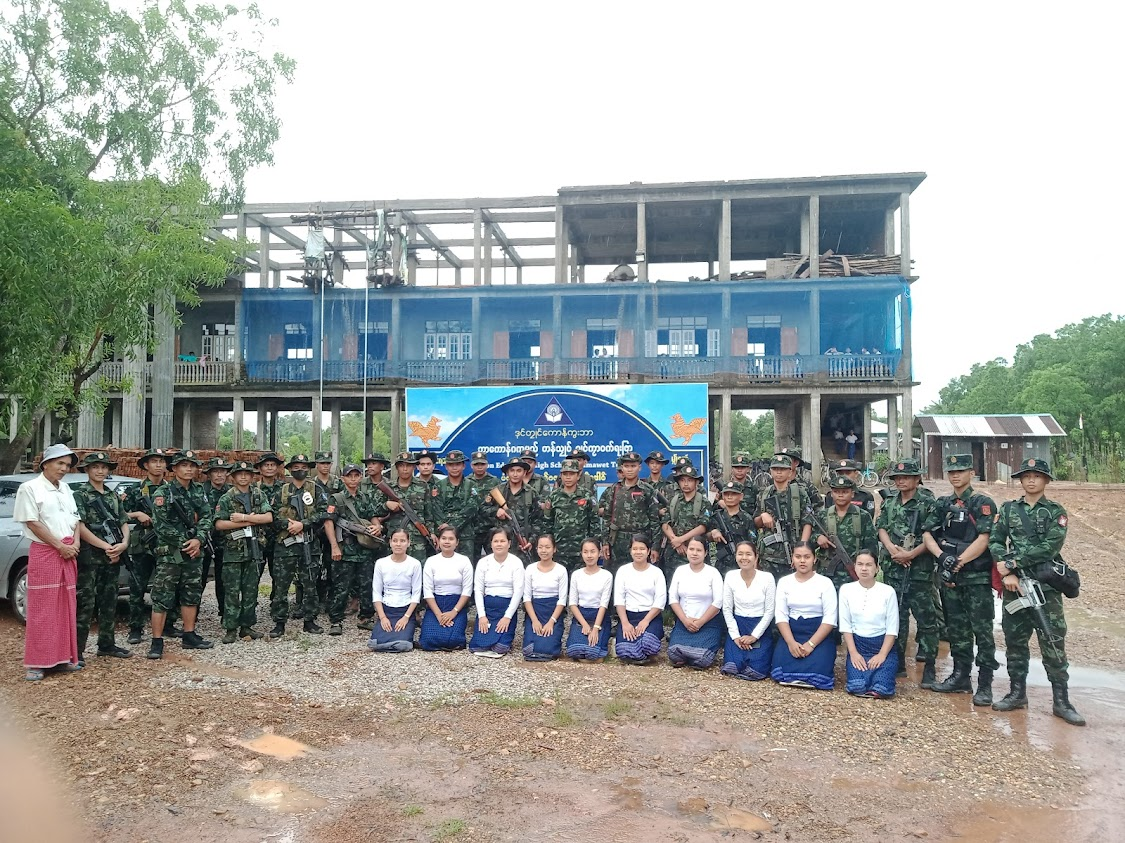
Soldaten der MNLA, dem bewaffneten Arm der NMSP

Die New Mon State Party (Birmanische Sprache မွန်ပြည်သစ်ပါတီ, NMSP) ist eine politische ethnische Organisation in Myanmar. Sie hat einen bewaffneten Arm, die Mon National Liberation Army (MNLA), und setzt sich für die Belange der Mon-Minderheit im Land ein. Die Organisation setzte sich in der Vergangenheit für einen unabhängigen Mon-Staat ein und später für eine größere Unabhängigkeit von der Zentralregierung, nachdem der Mon-Staat geschaffen wurde. Der Mon-Staat entstand 1974 aus dem nördlichen Teil der Tanintharyi-Division und aus Teilen der Bago-Division und der Irawadi-Division, um den Forderungen der NMSP und der MNLA entgegenzukommen. Eine Vorgängerorganisation der NMSP wurde 1949 gegründet und gilt damit als einer der ältesten ethnischen Organisationen im Land. Die NMSP selbst wurde am 20. Juli 1958 gegründet. Ihr Hauptquartier befindet sich in Ye Chaung Phya im Mon-Staat einem Dorf an der Grenze zu Thailand.

## Geschichte
Die Mon gelten als die ältesten Bewohner von Myanmar. Um das Jahr 825 gründeten die Mon die Städte Bago und Thaton. Bago wurde 1757 von den Birmanen unter König Alaungphaya vollständig zerstört. Das Königreich der Mon wurde zerstört und die meisten Bewohner getötet oder vertrieben. Die Stadt besaß seinerzeit etwa 150.000 Einwohner. Das Gebiet des heutigen Mon-Staats wurde 1824 im zweiten birmanisch-britischen Krieg von der britischen Kolonialregierung annektiert und Teil von Britisch-Indien. Während des Kriegs unterstützten die Mon die Briten gegen ihre Widersacher, die Birmanen, in der Hoffnung, ein eigenes Mon-Königreich zurückzubekommen. Nach der Unabhängigkeit des Landes von Großbritannien 1948 wurde die NMSP 1949 mit dem Ziel gegründet, den alten Mon-Staat wiederzuerrichten und eine Unabhängigkeit von den Burmesen zu erlangen, die im neugegründeten Burma die Mehrheit der Bevölkerung stellten. Die NMSP hatte immer eine gespannte Beziehung zu der Karen National Union (KNU), die sich für einen unabhängigen Karen-Staat einsetzte. Es gibt Gebiete im Land, welche die NMSP und die KNU für sich beanspruchen. Es kam immer wieder zu Gefechten zwischen der MNLA und der Karen National Liberation Army (KNLA) besonders am Drei-Pagoden-Pass.
Die NMSP unterzeichnete 2018 den Nationalen Waffenstillstandsvertrag von 2015, obwohl sie von der Zentralregierung nicht dazu aufgefordert worden war, dies zu tun. Die NMSP hatte bereits am 25. Juni 1995 einen Waffenstillstand mit der birmanischen Regierung ausgehandelt, der mit Schwierigkeiten auch insgesamt hielt. Damals gab die NMSP das Ziel auf, einen eigenen unabhängigen Staat zu erreichen. Die NMSP baute zivile Strukturen in den von ihnen gehaltenen Gebieten auf. 2010 jedoch kam es zu einer Krise, weil die Zentralregierung die NMSP zwingen wollte, ihre bewaffneten Einheiten der Zentralregierung zu unterstellen. Sie sollten in Border Guard Force Batallione unter dem Kommando der Armee der Zentralregierung umgewandelt werden. Die NMSP weigerte sich jedoch, dieser Aufforderung folge zu leisten. 2012 unterzeichnete sie ein weiteres Abkommen, in dem die New Mon State Party auf bewaffnete Angriffe gegen die Zentralregierung verzichtete. Dies geschah, nach dem Zivilisten die Regierung in Myanmar übernommen hatten.
Nach dem Militärputsch am 1. Februar 2021 war die NMSP gespalten, ob sie weiterhin mit der neuen Militärregierung dem State Administration Council (SAC) oder doch eher mit der Exilregierung der National Unity Government (NUG) zusammenarbeiten wollten. Die Mehrheit der NMSP forderte weiterhin einen Dialog mit der Militärregierung, während eine Minderheit die New Mon State Party (Anti-Dictatorship) gründete, die zum bewaffneten Kampf gegen die SAC aufrief. Die NMSP traf sich mit sechs weiteren bewaffneten ethnischen Organisationen im März 2024 in thailändischen Chiang Mai, um eine Gruppe zu bilden, die weiterhin mit der SAC verhandeln wollte. Dies geschah im Hinblick der Erfolge von anderen bewaffneten ethnischen Organisationen, die nach der erfolgreichen Operation 1027 die Militärregierung zu weitgehenden Zugeständnissen in Gesprächen in Kunming in China gezwungen hatten. Unter anderem wurde in Kunming vereinbart, das diese Organisationen 70 % der Einnahmen an gemeinsamen Grenzübergängen zu China erhalten sollten. Die NMSP möchte die Verwaltung des Mon-Staates möglichst komplett übernehmen, und sich nicht auf die zugewiesenen Gebiete der Waffenstillstandsverträge beschränken. Das Waffenstillstandsgebiet der NMSP beschränkte sich 2022 auf 35 Dörfer entlang der thailändischen Grenze mit 30.000 Einwohnern in 6.000 Haushalten. Die MSLA hatte eine Stärke von 1.500 aktiv Bewaffneten und eine Reserve von 5.000 Mann.